# サーキットベンディング

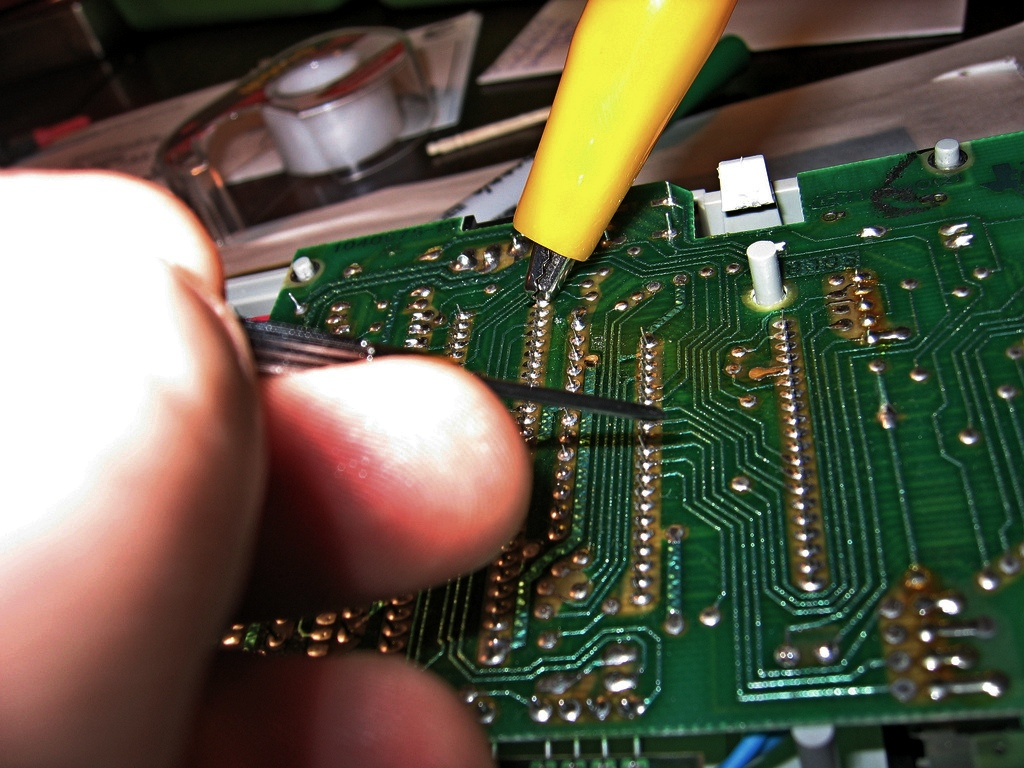
ジュエラーのドライバーとワニ口クリップを使用してベンディングを調べる

サーキットベンディング (circuit bending) は、低電圧で電池式のギターエフェクト、子どものおもちゃ、デジタルシンセサイザーなどの電子機器内の回路を創造的で機械に基づくカスタマイズを行い、新しい楽器やビジュアル楽器、サウンドジェネレータを作成すること。
自発性とランダム性を強調し、サーキットベンディングの技術は一般的にノイズミュージックに関連付けられているが、もっと多くの従来の現代音楽家や音楽グループが「曲げた」楽器を実験していることが知られている。サーキットベンディングには、通常、機械を解体し、回路を変更するスイッチやポテンショメータなどの部品を追加することが含まれる。

## 実験の手順

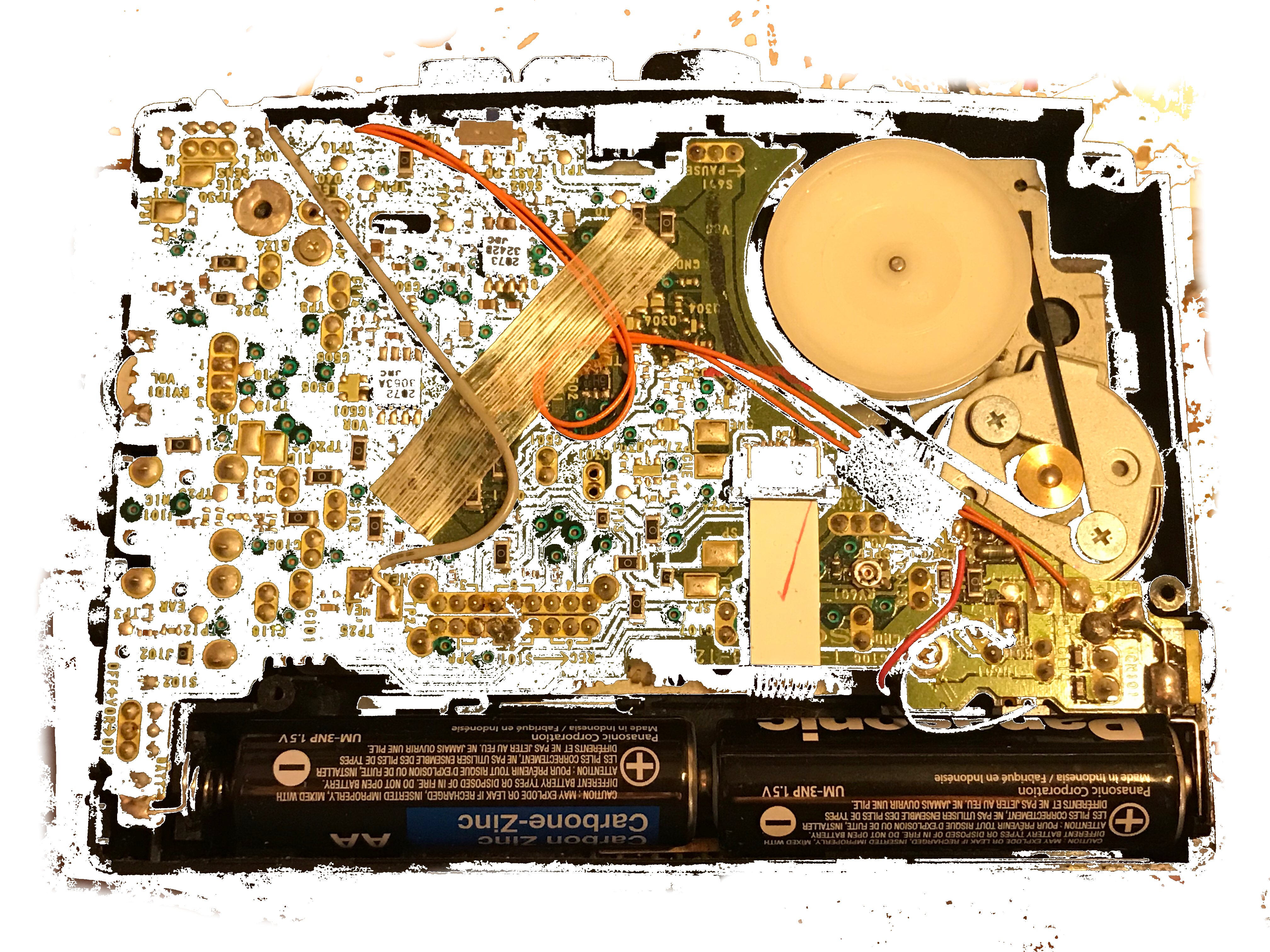
サーキットベンディングしたウォークマン

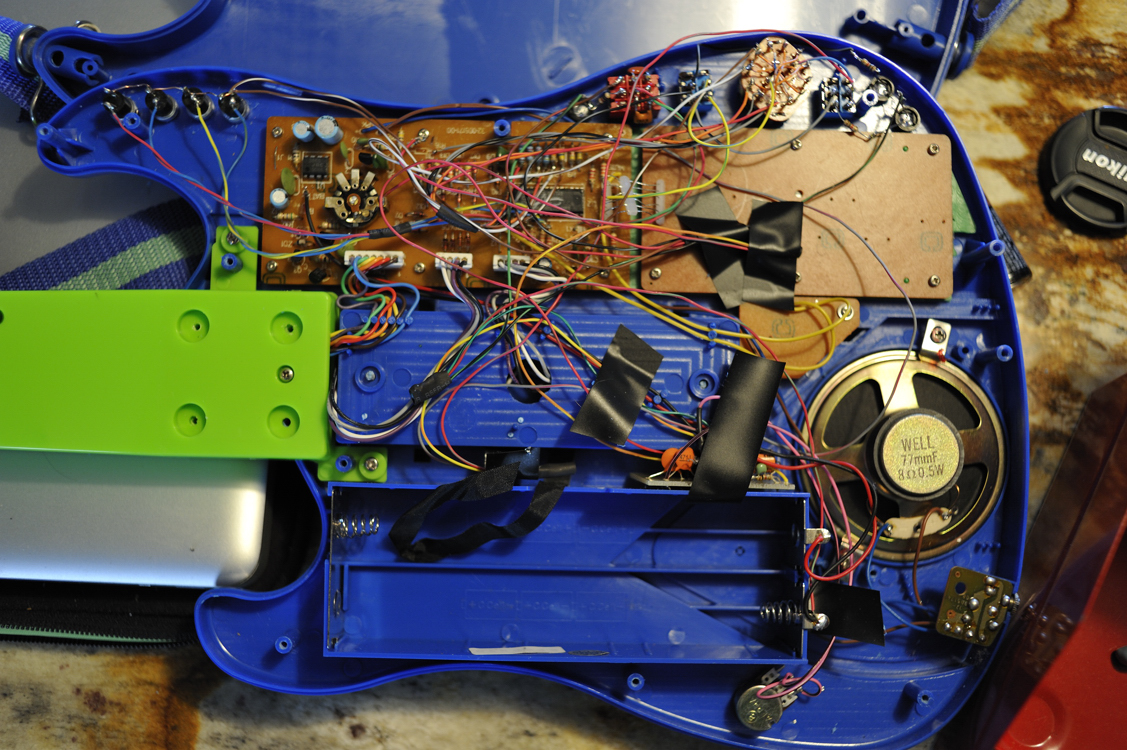
サーキットベンディングで使用された1989 Kawasaki toy guitar

サーキットベンディングは、キーボード、ドラムマシン、電子学習製品など音を出す安価な中古電子機器を使用して実験することを含む。2014年6月30日付のElectronic Musicianによると、イノベーターは主電源式の機器で実験すると火災や死亡の危険があるため、電池式の機器で実験すべきであるとしている。

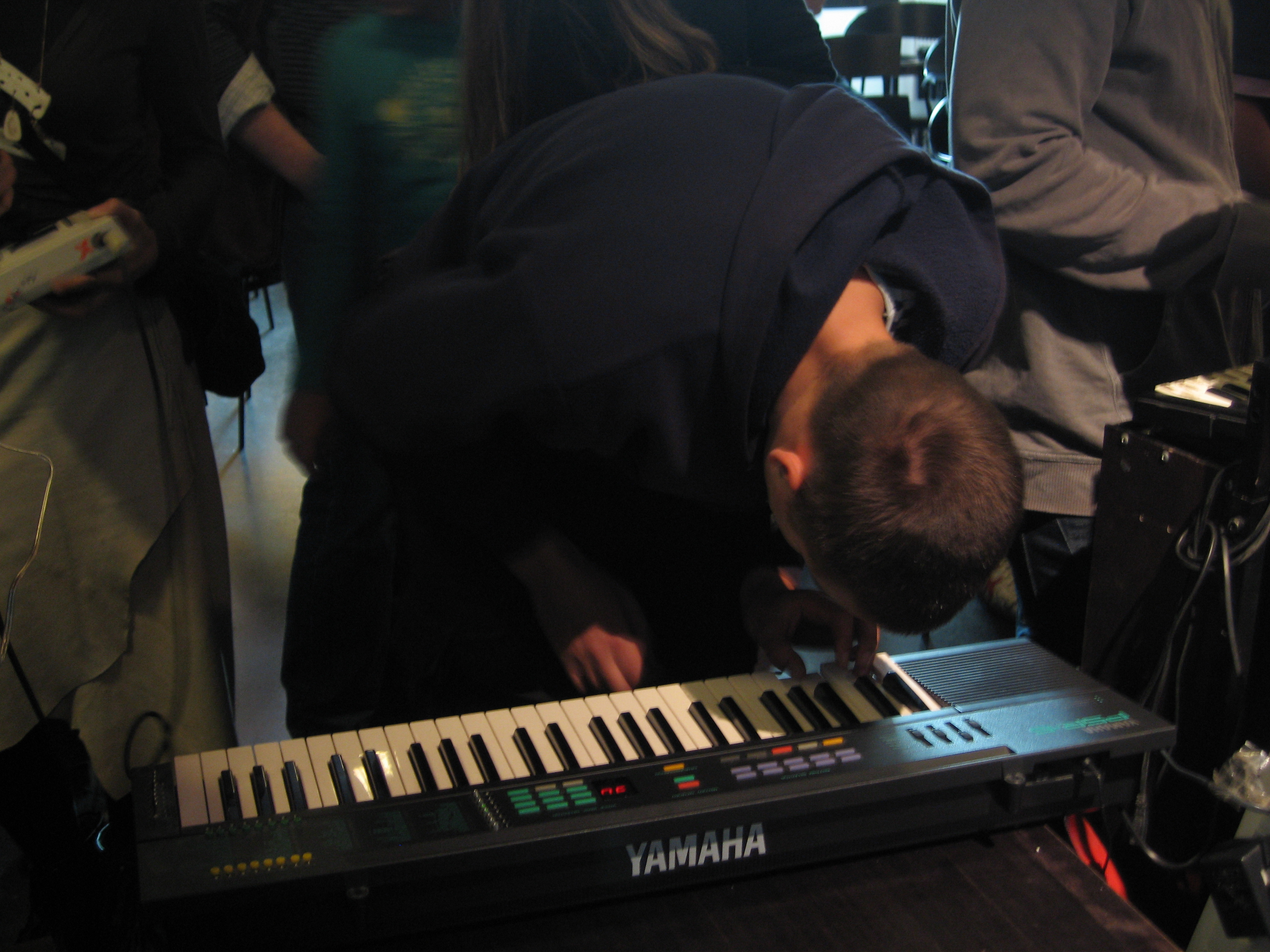
サーキットベンディングで使用されたYamaha PSR-6

最も単純な入力であり、サーキットベンディングの代表的なものはボディコンタクトであり、演奏者が触れることで回路が音を変化させる。これらの回路点には金属製のつまみ、板、スクリュー、スタッドなどが配線されており、機器の外側からアクセスしやすくなっている。
サーキットベンディングでは創造的な実験が重要な要素となるため、ショートが生じて部品の故障など好ましくない結果につながる可能性が常にある。特に、コンピュータのチップのリード線に電源やコンデンサを直接接続すると、チップが破壊され機器が動作しなくなることがある。サーキットベンディングを始める前に、電気・電子製品を扱う上での基本的な危険要素（コンデンサ（コンデンサに蓄えられた電荷により人に深刻なショックを与える可能性がある）の見分け方やAC電源での危険の回避方法など）を学ぶ必要がある。安全上の理由から、サーキットベンディングを行う人は、回路計などの基本的な電子機器をいくつか持っている必要がある。

## イノベーター
同様の手法はミュージシャンやエンジニアによっても使用されていたが、音楽制作でのこの手法は1960年代にReed Ghazalaにより開拓されたものと考えられている。Ghazalaは、1966年におもちゃのトランジスタ増幅器が偶然にも机の引き出しの中の金属物とショートしてしまい、異常な音が流れたことをきっかけにサーキットベンディングをした経験を持つ。Ghazalaは自分が最初のサーキットベンダーではないとしながらも、1992年にサーキットベンディングという言葉を造語している。
Serge modular synthesizerの設計者であるSerge Tcherepninは、1950年代にトランジスタラジオで行った初期の実験について述べている。この実験では、それらの単純な電子の機器の中に感度の良い回路の点を見つけ、それをプラスチックのシャーシ上の「ボディコンタクト」に引き出していた。MarkとReedの実験に先立ち、他の先駆者たちもボディコンタクトのアイデアを模索していた。最初期の1人であるサディウス・ケイヒルのテルハーモニウムはタッチセンシティブであったと言われている。
1984年以降、スイスのデュオVoice Crackは、"cracked everyday electronics"と称して一般的な電子機器を操作して音楽を制作した。

## 関連項目

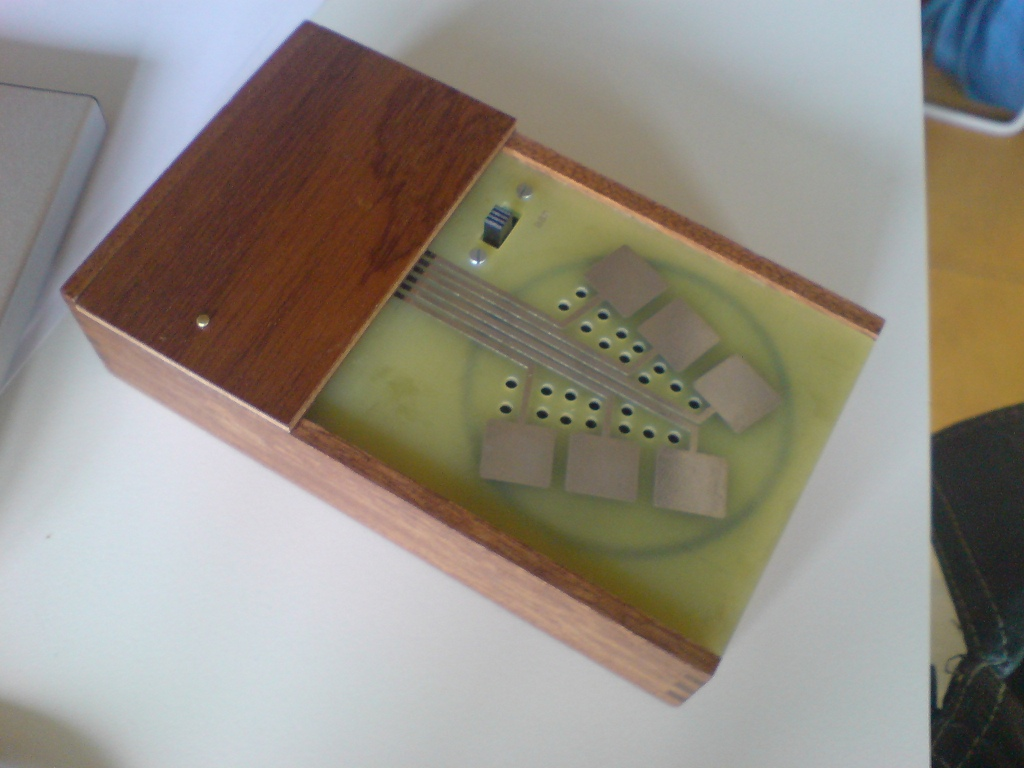
Kraakdoos.